# La Mosquera (Benés)
La Mosquera és un indret del terme de Sarroca de Bellera, al Pallars Jussà, en el territori de l'antic terme de Benés.
Es troba al nord-est del poble de Benés, a l'extrem sud-est de la Serra dels Corrals. Travessa aquest indret la pista rural de Benés a Manyanet.